# Cuộc đình công của công nhân liên bang Canada 2023
Cuộc đình công của công nhân liên bang Canada năm 2023 là cuộc đình công của các công nhân liên bang Canada thuộc Nghiệp đoàn Liên minh Dịch vụ công Canada (PSAC). Cuộc đình công diễn ra từ ngày 19 tháng 4 đến ngày 3 tháng 5 năm 2023, mặc dù các đơn vị thương lượng của Hội đồng Tài chính đã chấm dứt đình công vào ngày 1 tháng 5.
Cuộc đình công là sự kiện đỉnh điểm của hơn một năm thương lượng tập thể, sau khi thỏa thuận tập thể trước đó hết hạn vào năm 2021. Và nguyên nhân chính xuất phát từ những bất đồng giữa PSAC và Chính phủ Canada (đại diện trong cuộc thương lượng của Ban Thư ký Hội đồng Tài chính Canada) về các vấn đề liên quan đến làm việc từ xa, nâng cao tiện nghi làm việc và tăng lương nhằm giảm gánh nặng lạm phát. Đình công ảnh hưởng đến một số chương trình liên bang, bao gồm gia hạn hộ chiếu và xử lý nhập cư. Nó cũng được cho là sẽ có tác động đến vấn đề thuế, chẳng hạn như chậm trễ trong xử lý, với thời hạn nộp thuế không thay đổi là ngày 30 tháng 4 năm 2023 (thực tế là ngày 1 tháng 5 năm 2023, vì ngày 30 tháng 4 là Chủ Nhật).
Đầu ngày 1 tháng 5, PSAC thông báo rằng các đơn vị thương lượng PA, SV, TC và EB đã đạt được thỏa thuận dự kiến và cho biết nhân viên trong các đơn vị này phải quay lại làm việc lúc 9 giờ sáng (giờ ET) vào ngày 1 tháng 5, hoặc theo lịch trình chuyển sang ngày hôm sau của họ. Công nhân từ đơn vị thương lượng của Liên minh Nhân viên Thuế (UTE) tiếp tục đình công cho đến khi một thỏa thuận dự kiến được công bố vào ngày 3 tháng 5, chấm dứt hoàn toàn cuộc đình công. Lúc đó, họ được yêu cầu trở lại làm việc trước ngày 4 tháng 5, chậm nhất là 11:30 sáng (giờ ET).

## Bối cảnh
Nghiệp đoàn Liên minh Dịch vụ công Canada (PSAC) là công đoàn khu vực công lớn nhất ở Canada, đại diện cho 159.000 nhân viên dịch vụ công, trong đó có 120.000 người thuộc Hội đồng Tài chính Canada và 39.000 thuộc Cơ quan Thuế Canada (CRA) thuộc thành phần Liên minh Nhân viên Thuế (UTE) của PSAC.
Hợp đồng làm việc trước đây của các nhân viên PSAC đã hết hạn vào năm 2021. Kể từ tháng 6 năm 2021, PSAC đã thương lượng với Chính phủ Canada để thiết lập một hợp đồng mới, chủ yếu nhằm cố gắng tăng lương cho công nhân để theo kịp với đà tăng của lạm phát, kéo theo đó là gia tăng chi phí sinh hoạt. Nhân viên CRA yêu cầu tăng lương 30% trong ba năm tới, trong khi những người khác yêu cầu tăng 13,5%, tương đương mức tăng 4,5% hàng năm. Tuy nhiên, Chính phủ Canada đưa ra mức tăng 9%, nhưng PSAC không chấp nhận. Ngoài ra, PSAC liên tục kêu gọi một thỏa thuận liên quan đến làm việc từ xa, bất chấp lệnh của Hội đồng Tài chính vào tháng 12 năm 2022 yêu cầu người lao động phải làm việc tại các văn phòng chính phủ ít nhất 40–60% thời gian (trong hầu hết hai đến ba ngày mỗi tuần mỗi trường hợp). Công đoàn cũng kêu gọi tăng đào tạo chống phân biệt chủng tộc và tăng giới hạn đối với công việc theo hợp đồng.
Vào tháng 5 năm 2022, công đoàn đã đến gặp hội đồng lao động, và sau đó công bố một báo cáo không mang tính ràng buộc vào tháng 1 năm 2023. Báo cáo khuyến nghị tăng các khoản phụ cấp cho nhân viên và cải thiện chế độ nghỉ phép gia đình, phí bảo hiểm theo ca và tính linh hoạt. Một thông cáo báo chí tiết lộ rằng chính phủ sẽ đàm phán với PSAC vào tháng 4.
Cả Chính phủ Canada và công đoàn đều đồng ý rằng cần tăng lương cho người lao động. Tuy nhiên, mức lương tăng còn phải được đàm phán. Bất chấp những nỗ lực để đạt được sự đồng thuận, các cuộc thảo luận giữa các bên vẫn tiến triển chậm. Kết quả là vào ngày 22 tháng 2 năm 2023, một cuộc bỏ phiếu đình công của các thành viên đã được Hội đồng Tài chính của PSAC tổ chức. Thành phần UTE của PSAC đã tổ chức một cuộc bỏ phiếu đình công vào ngày 31 tháng 1. Các đơn vị thương lượng của Hội đồng Tài chính bắt đầu đình công hợp pháp vào ngày 12 tháng 4 tiếp đó là đơn vị thương lượng UTE vào ngày 14 tháng 4.

## Đình công

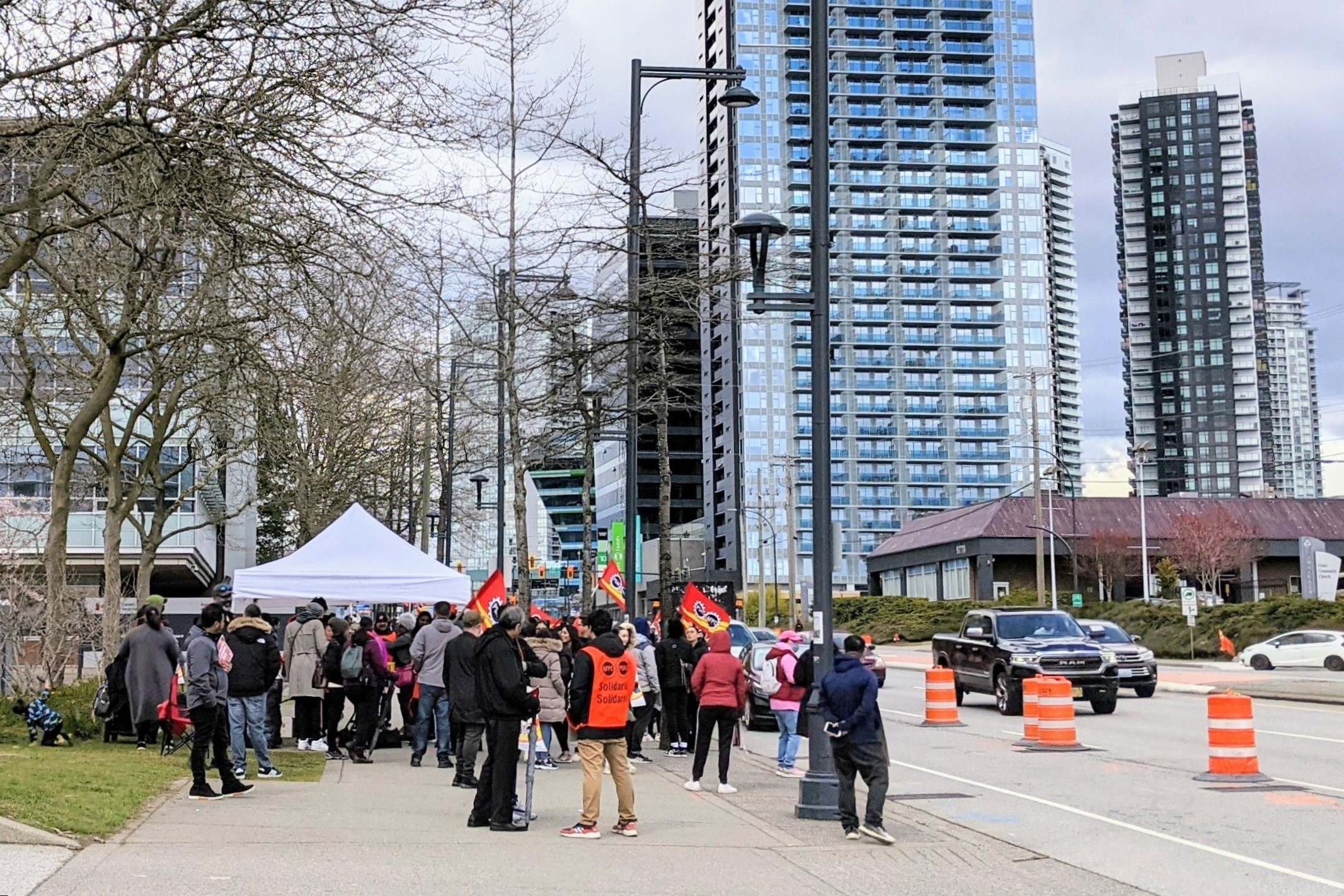
Những người đình công PSAC bên ngoài văn phòng CRA ở Surrey, British Columbia

Ngày 7 tháng 4, nhóm thương lượng CRA đã bỏ phiếu ủng hộ quan điểm hợp pháp hóa đình công. Ngày 12 tháng 4, chủ tịch quốc gia của PSAC, Chris Aylward, thông báo rằng đơn vị thương lượng của Hội đồng Tài chính có kết quả bỏ phiếu áp đảo ủng hộ việc tham gia vào quan điểm hợp pháp hóa đình công, do đó cho phép nhóm này có thời hạn 60 ngày để bắt đầu một cuộc đình công lao động. Ngày 19 tháng 4 lúc 12:01 sáng (giờ ET), cuộc đình công bắt đầu. Khoảng 100.000 trong số 159.000 thành viên PSAC đã dừng việc để tham gia biểu tình tại hàng trăm địa điểm trên khắp đất nước. Tuy nhiên, khoảng 30.000–46.000 lao động (bao gồm khoảng 8.600 nhân viên Cơ quan Dịch vụ Biên giới Canada cấu thành đơn vị thương lượng FB của PSAC) được coi là thành phần thiết yếu (có nghĩa họ được coi là cần thiết cho sự an toàn hoặc an ninh của công chúng hoặc một bộ phận công chúng). Điều có có nghĩa là nhóm lao động này không thể tham gia đình công và cần tiếp tục làm việc, cũng như những người đình công không thể cản trở những người lao động thiết yếu đi làm.

### Vùng Thủ đô Quốc gia
Ở Vùng Thủ đô Quốc gia, các công nhân đình công đã biểu tình tại 13 địa điểm biểu tình khác nhau, bao gồm phía trước Văn phòng Thủ tướng và Hội đồng Cơ mật, Đồi Quốc hội, văn phòng Hội đồng Tài chính, văn phòng Bộ trưởng Du lịch, Văn phòng Bộ Quốc phòng, Văn phòng Cơ quan Thu nhập Canada, Tunney's Pasture, trụ sở Bưu chính Canada, Bộ Tài chính, cũng như văn phòng của các nghị sĩ Greg Fergus, Mona Fortier, Marie-France Lalonde và Steven MacKinnon.

### Toàn quốc
Công nhân đình công tại nhiều địa điểm khác nhau trên khắp Canada, bao gồm các văn phòng hộ chiếu ở Ontario, Văn phòng Đặc xá ở Edmonton, văn phòng Tài nguyên Thiên nhiên Canada ở Vancouver, văn phòng Chiến lược Hưu trí Canada ở Victoria, các căn cứ quân sự ở Québec, cũng như các văn phòng địa phương ở Winnipeg, New Brunswick, Newfoundland, Nova Scotia và Đảo Hoàng tử Edward.

## Đàm phán
Ngày 24 tháng 4,, Mona Fortier đã viết một bức thư ngỏ gửi tới các công chức và người dân Canada, trong đó bà xác định bốn lĩnh vực bất đồng chính còn tồn đọng giữa chính phủ và PSAC: tiền lương, làm việc từ xa, hợp đồng gia công phần mềm và các quy định về thâm niên trong trường hợp bị sa thải. PSAC đã trả lời bức thư này bằng cách nhắc lại mong muốn đạt được một "thỏa thuận công bằng". Ngày 26 tháng 4, Fortier tuyên bố rằng cô thất vọng với những lời đề nghị mà các nhà đàm phán PSAC đưa ra. Ngày 28 tháng 4, Ban Thư ký Hội đồng Tài chính Canada đưa ra "đề nghị toàn diện được cập nhật cuối cùng nhằm giải quyết tất cả các nhu cầu còn lại của PSAC", mà không tiết lộ chi tiết về lời đề nghị cho công chúng. Cùng ngày, PSAC xác nhận đã nhận được lời đề nghị, nhưng dự kiến các cuộc đàm phán sẽ tiếp tục kéo dài đến cuối tuần. Đầu giờ ngày 1 tháng 5, vào khoảng 1:20 sáng (giờ ET), PSAC xác nhận rằng họ đã đạt được thỏa thuận dự kiến cho các đơn vị thương lượng PA, SV, TC và EB tại Hội đồng Tài chính, và các nhóm này sẽ phải quay lại làm việc lúc 9 giờ sáng (giờ ET) ngày 1 tháng 5 hoặc ca làm việc tiếp theo theo lịch trình của họ sau ngày đó.

## Tác động

### Tác động đến các chương trình, dịch vụ và hoạt động liên bang
Trong buổi họp báo vào ngày 19 tháng 4 năm 2023, các bộ trưởng Mona Fortier (Chủ tịch Hội đồng Tài chính), Karina Gould (Bộ trưởng Gia đình, Trẻ em và Phát triển xã hội), Diane Lebouthillier (Bộ trưởng Thu nhập Quốc gia) và Sean Fraser (Bộ trưởng Nhập cư, Người tị nạn và Quyền công dân) đã nêu các tác động của cuộc đình công đối với một số chương trình và hoạt động của liên bang. Trong số những tác động này có chậm trễ xử lý tờ khai thuế thu nhập và đơn xin nhập cư, cũng như chỉ cấp hộ chiếu trong các tình huống nhân đạo hoặc khẩn cấp.

### Tác động kinh tế
Chính phủ Canada tuyên bố rằng cuộc đình công sẽ không ảnh hưởng đến dòng người và hàng hóa bình thường ra vào đất nước. Tuy nhiên, cuộc đình công có quy mô lớn cỡ này của liên bang trước đây (vào năm 1991) đã gây ra chậm trễ trong một số chuyến hàng hóa quốc tế, cũng như gián đoạn các chuyến bay và du lịch quốc tế.
Charles St-Arnaud, nhà kinh tế trưởng tại Trung tâm Alberta, suy đoán rằng mức độ tăng lương do đàm phán có thể khiến các công đoàn khác làm theo, và điều này có thể gây ra lạm phát, bởi vì việc nhiều người yêu cầu mức lương cao hơn có thể duy trì chu kỳ lạm phát bằng cách tăng sức mua của người tiêu dùng, từ đó kích thích nhu cầu về nhiều hàng hóa và dịch vụ hơn và do đó gây áp lực về giá lên chi phí. Vì thị trường lao động đang bị thắt chặt, các công ty tư nhân có thể phải trả lương ngang bằng với lĩnh vực công để ngăn những người có triển vọng chuyển sang làm việc cho chính phủ. Tuy nhiên, bất kể lương tăng như thế nào, khu vực tư nhân vẫn có khả năng hấp thụ chi phí thay vì tăng giá và Ngân hàng Canada có khả năng kiểm soát nhu cầu tăng tiềm năng (do mức lương cao hơn) bằng cách tăng lãi suất. Từ đó, có thể hạn chế khả năng của các công đoàn khác đảm bảo lợi ích tương đương.
Mô hình từ Hội đồng Hội nghị Canada cho rằng thu nhập hộ gia đình ở Vùng Thủ đô Quốc gia sẽ giảm 44 triệu đô la mỗi tuần, chiếm 5% tổng chi phí và tiền lương ở CMA, vì chi phí đình công thấp hơn đáng kể so với mức lương thông thường của người lao động. Do đó, một cuộc đình công kéo dài sẽ ảnh hưởng nhiều nhất đến các doanh nghiệp hướng tới người tiêu dùng như nhà hàng và nhà bán lẻ. Đồng thời, đình công cũng có thể có tác động rộng hơn đến nền kinh tế Canada do các chương trình và dịch vụ của chính phủ bị gián đoạn kéo dài. Ngoài ra, việc công nhân đình công không nhận được tiền lương thường xuyên (và thay vào đó được công đoàn trả) sẽ kéo giảm chi tiêu chính phủ (mặc dù có thể ít hơn so với mức lương bị mất), và điều này sẽ tác động tiêu cực đến GDP danh nghĩa.

## Phản ứng
Liên đoàn Doanh nghiệp Độc lập Canada, trong một thông cáo báo chí ngày 19 tháng 4 do chủ tịch Dan Kelly soạn thảo, đã bày tỏ lo ngại về tác động của cuộc đình công. Họ kêu gọi Chính phủ Canada đảm bảo rằng tất cả các bộ phận duy trì dịch vụ đầy đủ cho doanh nghiệp nhỏ, tiếp tục đàm phán "để đảm bảo một thỏa thuận thương lượng tập thể dài hạn với chi phí phải chăng được ký kết" và chuẩn bị luật về quay lại làm việc "khi đình công kéo dài hơn". Restaurants Canada cũng bày tỏ lo ngại về tác động của cuộc đình công, đặc biệt là đối với ngành dịch vụ thực phẩm và rộng hơn là đối với các doanh nghiệp vừa và nhỏ.
Lãnh đạo Đảng NDP Jagmeet Singh bày tỏ sự ủng hộ đối với công nhân liên bang trước cuộc bỏ phiếu đình công. Ông cũng bày tỏ rằng NDP sẽ không ủng hộ bất kỳ đạo luật quay trở lại làm việc nào do Đảng Tự do đưa ra. Quan điểm này đã được Đại hội Lao động Canada chia sẻ trong một lá thư ngày 19 tháng 4, do chủ tịch Bea Bruske viết gửi đến Mona Fortier, rằng họ phản đối việc Liên đoàn Doanh nghiệp Độc lập Canada thúc đẩy luật quay trở lại làm việc.
Nghị sĩ Đảng Bảo thủ Stephanie Kusie bình luận về cuộc đình công bằng cách chỉ trích hành động của thủ tướng Justin Trudeau kể từ khi ông nhậm chức vào năm 2015, cho rằng đình công là do lạm phát, tăng ngân sách dịch vụ công và tăng chi tiêu cho tư vấn bên ngoài.